# Josef Schraml
Josef Schraml (* 22. April 1895 in Erbendorf; † 1. April 1954 ebenda) war ein deutscher Politiker der BVP und der CSU.

## Leben und Beruf
Schraml erlernte das Bäckerhandwerk sowohl im Betrieb seines Vaters als auch in der Fremde, außerdem besuchte er die Gewerbeschule in Weiden in der Oberpfalz. Während des Ersten Weltkriegs diente er der Sanitätsabteilung der Kaiserlichen Marine. Er übernahm das Kommando zur Spezialausbildung im Bakteriologischen Laboratorium im Sanitätsamt der Ostseestation Kiel. Danach war er am Institut für Tropenkrankheiten in Hamburg, der Reichsmedizinialabteilung in Berlin sowie der Bakteriologischen Abteilung der Universität München tätig. Anschließend wurde er zur Seuchenexpedition im Kaukasus, in Anatolien, Mesopotamien und Palästina eingesetzt. Schließlich übernahm er das Kommando der 3. Osmanischen Armee. Nach dem Krieg kehrte er in seinen erlernten Beruf zurück, 1920 stieg er zum Bäckermeister auf, wenig später wurde er Obermeister der Bäckerinnung.

## Politik
Bis 1933 gehörte Schraml der BVP an und war für diese Mitglied des Stadtrats. 1945 beteiligte er sich am Aufbau des CSU-Kreisverbandes Neustadt an der Waldnaab. Ab 1946 gehörte er dem Neustädter Kreistag sowie erneut dem Erbendorfer Stadtrat an. Im selben Jahr wurde er zunächst in die Verfassungsgebende Landesversammlung berufen und später auch in den Bayerischen Landtag gewählt. Diesem gehörte er eine Wahlperiode lang bis 1950 an.